# Laophila spodina
Laophila spodina är en fjärilsart som beskrevs av Edward Meyrick 1892. Laophila spodina ingår i släktet Laophila och familjen mätare. Inga underarter finns listade i Catalogue of Life.